# NGC 1118
NGC 1118 is een lensvormig sterrenstelsel in het sterrenbeeld Eridanus. Het hemelobject werd op 1 november 1886 ontdekt door de Amerikaanse astronoom Lewis A. Swift.

## Synoniemen
- PGC 10748
- MCG -2-8-11
- IRAS02475-1222